# Lieutenant-gouverneur de l'Alabama
Le lieutenant-gouverneur de l'Alabama (en anglais : Lieutenant Governor of Alabama) est, après le gouverneur, le deuxième personnage de la branche exécutive de l'État américain de l'Alabama.

## Histoire
La fonction de lieutenant-gouverneur est créée par la constitution de 1868 et abolie par celle de 1875. Elle est enfin rétablie dans la constitution de 1901 et à nouveau pourvue à compter de janvier 1903.

## Fonctions et élection
Les élections respectives du gouverneur et du lieutenant-gouverneur sont indépendantes en Alabama et les deux titulaires peuvent appartenir à deux partis différents. Selon la constitution de l'État, le lieutenant-gouverneur est le président du Sénat de l'Alabama. En cas de vacance de la fonction, celle-ci demeure sans titulaire et n'est pourvue qu'aux élections suivantes.

## Liste des lieutenants-gouverneurs
| Lieutenant-gouverneur           | Lieutenant-gouverneur     | Lieutenant-gouverneur | Lieutenant-gouverneur | Lieutenant-gouverneur | Gouverneur             | Gouverneur | Gouverneur  |
| #                               | Nom                       | Période               | Parti                 | Parti                 | Nom                    | Parti      | Parti       |
| ------------------------------- | ------------------------- | --------------------- | --------------------- | --------------------- | ---------------------- | ---------- | ----------- |
| 1                               | Andrew J. Applegate (en)  | 1868-1870             |                       | Républicain           | William H. Smith       |            |             |
| 2                               | Edward H. Moren (en)      | 1870-1872             |                       | Démocrate             | Robert B. Lindsay      |            | Démocrate   |
| 3                               | Alexander McKinstry (en)  | 1872-1874             |                       | Républicain           | David P. Lewis         |            | Républicain |
| 4                               | Robert F. Ligon (en)      | 1874-1876             |                       | Démocrate             | George S. Houston      |            | Démocrate   |
| Fonction vacante de 1876 à 1903 |                           |                       |                       |                       |                        |            |             |
| 5                               | Russell M. Cunningham     | 1903-1907             |                       | Démocrate             | William D. Jelks       |            | Démocrate   |
| 6                               | Henry B. Gray (en)        | 1907-1911             |                       | Démocrate             | B. B. Comer            |            | Démocrate   |
| 7                               | Walter D. Seed, Sr. (en)  | 1911-1915             |                       | Démocrate             | Emmet O'Neal           |            | Démocrate   |
| 8                               | Thomas E. Kilby           | 1915-1919             |                       | Démocrate             | Charles Henderson      |            | Démocrate   |
| 9                               | Nathan Lee Miller (en)    | 1919-1923             |                       | Démocrate             | Thomas E. Kilby        |            | Démocrate   |
| 10                              | Charles S. McDowell (en)  | 1923-1927             |                       | Démocrate             | William W. Brandon     |            | Démocrate   |
| 11                              | William C. Davis (en)     | 1927-1931             |                       | Démocrate             | Bibb Graves            |            | Démocrate   |
| 12                              | Hugh D. Merrill (en)      | 1931-1935             |                       | Démocrate             | Benjamin M. Miller     |            | Démocrate   |
| 13                              | Thomas E. Knight (en)     | 1935-1939             |                       | Démocrate             | Bibb Graves            |            | Démocrate   |
| 14                              | Albert A. Carmichael (en) | 1939-1943             |                       | Démocrate             | Frank M. Dixon         |            | Démocrate   |
| 15                              | Leven H. Ellis (en)       | 1943-1947             |                       | Démocrate             | Chauncey Sparks        |            | Démocrate   |
| 16                              | James C. Inzer (en)       | 1947-1951             |                       | Démocrate             | James E. Folsom Sr.    |            | Démocrate   |
| 17                              | James B. Allen            | 1951-1955             |                       | Démocrate             | Gordon Persons         |            | Démocrate   |
| 18                              | William G. Hardwick (en)  | 1955-1959             |                       | Démocrate             | James E. Folsom Sr.    |            | Démocrate   |
| 19                              | Albert B. Boutwell (en)   | 1959-1963             |                       | Démocrate             | John Malcolm Patterson |            | Démocrate   |
| 20                              | James B. Allen            | 1963-1967             |                       | Démocrate             | George Wallace         |            | Démocrate   |
| 21                              | Albert P. Brewer          | 1967-1968             |                       | Démocrate             | Lurleen Wallace        |            | Démocrate   |
| 22                              | Jere Beasley              | 1971-1979             |                       | Démocrate             | George Wallace         |            | Démocrate   |
| 23                              | George McMillan (en)      | 1979-1983             |                       | Démocrate             | Forrest Hood James Jr. |            | Démocrate   |
| 24                              | Bill Baxley (en)          | 1983-1987             |                       | Démocrate             | George Wallace         |            | Démocrate   |
| 25                              | Jim Folsom, Jr.           | 1987-1993             |                       | Démocrate             | H. Guy Hunt            |            | Républicain |
| 26                              | Don Siegelman             | 1995-1999             |                       | Démocrate             | Forrest Hood James Jr. |            | Républicain |
| 27                              | Steve Windom (en)         | 1999-2003             |                       | Républicain           | Don Siegelman          |            | Démocrate   |
| 28                              | Lucy Baxley (en)          | 2003-2007             |                       | Démocrate             | Bob Riley              |            | Républicain |
| 29                              | Jim Folsom, Jr.           | 2007-2011             |                       | Démocrate             | Bob Riley              |            | Républicain |
| 30                              | Kay Ivey                  | 2011-2017             |                       | Républicain           | Robert Bentley         |            | Républicain |
| 31                              | Will Ainsworth            | Depuis 2019           |                       | Républicain           | Kay Ivey               |            | Républicain |

## Sources
- (en) Alabama Lieutenant Governors, Archives de l'Alabama